# Ekeby GIF
Ekeby Gymnastik och Idrottsförening är en svensk fotbollsförening i Ekeby i Bjuvs kommun. 
Föreningen bildades på Skrombergaverken 1922 under namnet Skromberga GIF, men bytte namn till Ekeby GIF 2009. Ekeby GIF har idag två sektioner,Ungdom och senior. Fotbollssektionen spelar säsongen 2025 i HA div 5 Nordvästra.
Ekeby GIF är känt för sin fotbollscup Lilla Skånecupen som startade första gången 1976. Det var under många år den näst största inomhuscupen i Skåne. Många lag har spelat denna cup och bland andra har Henrik "Henke" Larsson deltagit som spelare och senare som prisutdelare.